# Gervasio Deferr
Gervasio Deferr Ángel (Barcelona, 7 november 1980) is een Spaans turner.
Deferr won in 2000 en 2004 als olympisch goud op sprong, en in 2008 won Deferr de zilveren medaille op vloer. Deferr won in 1999 en 2007 de zilveren medaille op de wereldkampioenschappen op vloer. In 2002 won Deferr de zilveren medaille op vloer tijdens de wereldkampioenschappen, deze medaille moest Deferr inleveren na ene positieve test op Cannabis.

## Resultaten

### Olympische Zomerspelen
| Jaar | Plaats  | Resultaten                                      |
| ---- | ------- | ----------------------------------------------- |
| 2000 | Sydney  | op sprong                                       |
| 2004 | Athene  | op sprong 4e op vloer 10e in de landenwedstrijd |
| 2008 | Beijing | op vloer                                        |

### Wereldkampioenschappen turnen
| Jaar | Plaats    | Resultaten |
| ---- | --------- | ---------- |
| 1999 | Tianjin   | op vloer   |
| 2007 | Stuttgart | op vloer   |

1896: Carl Schuhmann ·
1904: Anton Heida, George Eyser ·
1924: Frank Kriz ·
1928: Eugen Mack ·
1932: Savino Guglielmetti ·
1936: Alfred Schwarzmann ·
1948: Paavo Aaltonen ·
1952: Viktor Tsjoekarin ·
1956: Helmut Bantz, Valentin Moeratov ·
1960: Takashi Ono, Boris Sjachlin ·
1964: Haruhiro Yamashita ·
1968: Mikhail Voronin ·
1972: Klaus Köste ·
1976: Nikolaj Andrianov ·
1980: Nikolaj Andrianov ·
1984: Lou Yun ·
1988: Lou Yun ·
1992: Vitali Tsjerbo ·
1996: Aleksej Nemov ·
2000: Gervasio Deferr ·
2004: Gervasio Deferr ·
2008: Leszek Blanik ·
2012: Yang Hak-seon ·
2016: Ri Se-gwang ·
2020: Shin Jea-hwan ·
2024: Carlos Yulo